# Шуази, Франк

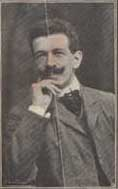
Франк Шуази (фото из швейцарской газеты 1920-х гг.)

Франк Шуази (фр. Franck Choisy, François Louis Choisy, греч. Φρανκ Σουαζύ; 29 апреля 1872, Гент — 9 мая 1966, Афины) — швейцарско-греческий дирижёр, композитор и музыкальный педагог. Внук Жака Дени Шуази.
Родился в Бельгии в семье швейцарцев. Окончил Льежскую консерваторию по классу скрипки Сезара Томсона, выступал с концертами в разных странах, работал в Мюлузе, где основал камерный оркестр. В 1897—1907 гг. по приглашению директора Афинской консерватории Георгиоса Надзоса преподавал в этом учебном заведении скрипку, контрапункт и камерный ансамбль, а с 1903 г. работал также как дирижёр с оркестром консерватории (ныне Афинский государственный оркестр); дирижировал, в частности, первым в Греции исполнением Пятой симфонии Людвига ван Бетховена 23 октября 1904 года. Под управлением Шуази была исполнена и премьера «Греческой сюиты» Дионисиоса Лаврангаса (2 марта 1904 г.). Выступал и как композитор, в том числе с сочинениями греческой тематики: Греческая сюита для малого оркестра «Изгнание пастуха» (фр. L' Exil du Pâtre; 1903), «Карнавал в Афинах» для оркестра (греч. Αι Απόκρεω εν Αθήναις; 1904) и др. В 1903 году женился на своей студентке Аспазии Папатеодору.
В 1907 году вместе с женой и сыном переехал в Женеву, где спустя два года основал Народную школу музыки (фр. École Populaire de Musique). Опубликовал монографию «Музыка в Женеве в XIX веке» (фр. La musique à Genève au XIXme siècle; 1914), книги о Фридерике Шопене (1923) и Ференце Листе (1924), учебные пособия по инструментовке и сольфеджио. Выступал как музыкальный журналист (в частности, на страницах «Journal de Genève»). В 1918 г. был одним из основателей Общества греческо-швейцарской дружбы имени Жана Габриэля Эйнара.
В 1927 г. вернулся в Грецию. Продолжал работать как журналист (в газетах «Αθηναϊκά Νέα», «Messager d’Athènes») и педагог, занимался композицией, написав, в частности, музыку к постановкам «Электры» Софокла (1930) и «Медеи» Еврипида (1932).